# Konzort

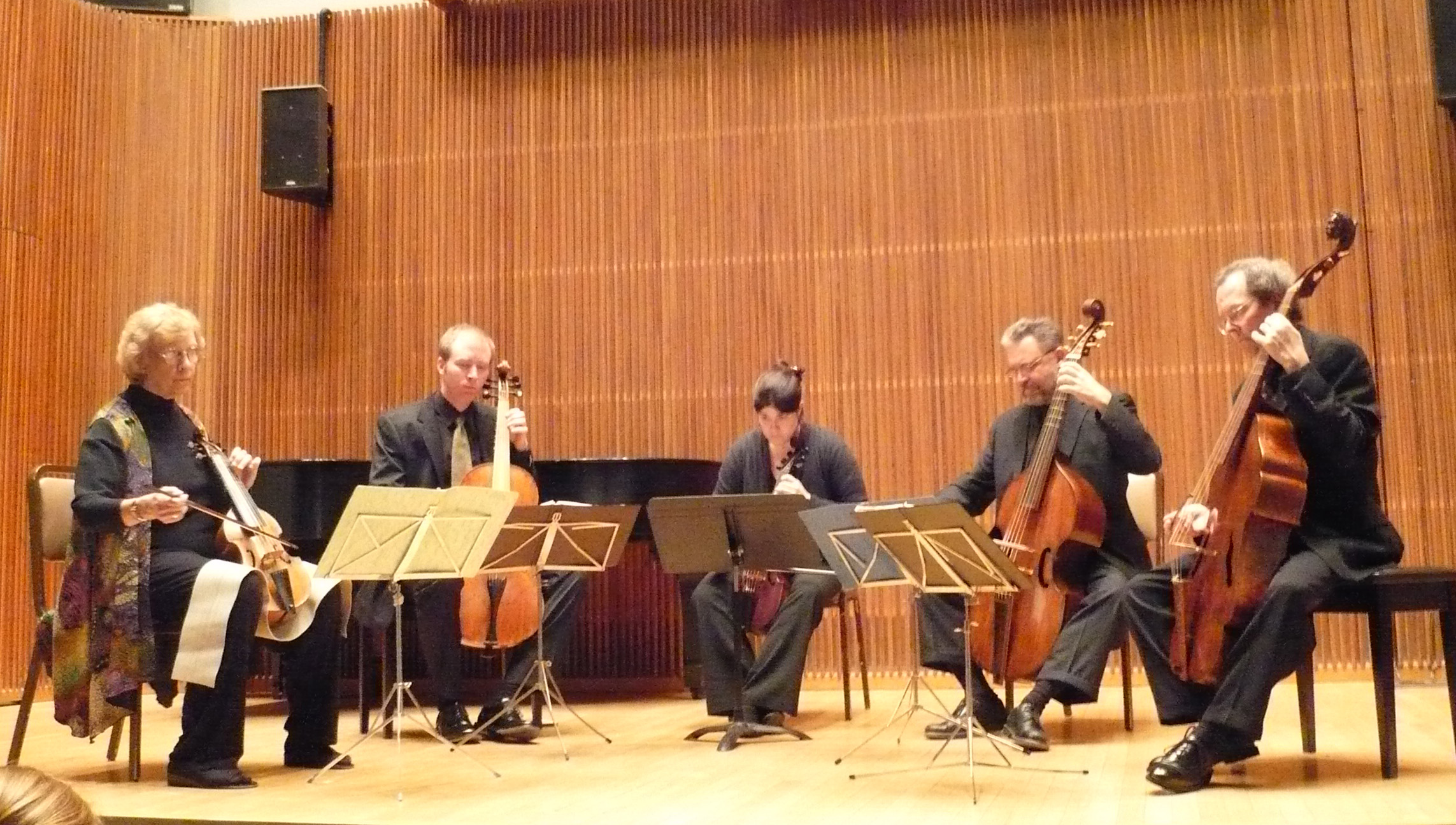
A Smithsonian Consort of Viols

A konzort a zenei együttes elnevezése, amely főként a 17. században Angliában volt használatos.

## A név eredete
A név arra utal, hogy az együttes azonos csoportba tartozó, például vonós hangszereket szólaltat meg. Ha többféle hangszert használt az együttes, broken consortnak  nevezték.)
A „konzortmuzsika” fénykora a reneszánszra és a kora barokkra tehető. Konzort állhat össze gambákból, de léteztek konzortok rebekekből is.
John Dowland, William Byrd, John Jenkins, William Lawes és Henry Purcell írt konzortokra jó néhány darabot.